# 내일은 죽을지라도
"내일은 죽을지라도"는 1969년 공개된 대한민국의 영화이다.

## 배역
- 최은희
- 남정임
- 오영일
- 박암
- 김신재